# Kap Boothby
Das Kap Boothby ist ein rundes Kap an der Küste des ostantarktischen Kemplands. Es liegt an der Ostseite des Edward-VIII-Plateaus unmittelbar nördlich der Edward-VIII-Bucht und 6 km nördlich der Landspitze Kloa.
Entdeckt wurde das Kap am 28. Februar 1936 im Rahmen der britischen Discovery Investigations von der Besatzung des Forschungsschiffs RRS William Scoresby. Namensgeber ist der Kapitän des Schiffs, Claude Reginald Underwood Boothby (1903–unbekannt).